# Campionati europei di bob 2005
I Campionati europei di bob 2005, trentanovesima edizione della manifestazione organizzata dalla Federazione Internazionale di Bob e Skeleton, si sono disputati dal 3 al 5 dicembre 2004 ad Altenberg, in Germania, sulla pista Rennschlitten- und Bobbahn Altenberg, il tracciato sul quale si svolse la rassegna continentale del 1995. La località della Sassonia sita al confine con la Repubblica Ceca ha quindi ospitato le competizioni europee per la seconda volta nel bob a due uomini e nel bob a quattro e per la prima nel bob a due donne.
Anche questa edizione si è svolta con la modalità della "gara nella gara", contestualmente alla seconda tappa della stagione di Coppa del Mondo 2004/05.

## Risultati

### Bob a due uomini
La gara si è svolta il 4 dicembre 2004 nell'arco di due manches ed hanno preso parte alla competizione 28 compagini in rappresentanza di 15 differenti nazioni.
| Pos. | Atleti                             | Nazione       | Tempo   | Distacco |
| ---- | ---------------------------------- | ------------- | ------- | -------- |
|      | André Lange Martin Putze           | Germania-1    | 1:51.14 |          |
|      | René Spies Franz Sagmeister        | Germania-2    | 1:51.50 | +0.36    |
|      | Martin Annen Beat Hefti            | Svizzera-1    | 1:51.81 | +0.67    |
| 4    | Matthias Höpfner Marc Kühne        | Germania-3    | 1:51.83 | +0.69    |
| 5    | Aleksandr Zubkov Dmitrij Stëpuškin | Russia-1      | 1:51.87 | +0.73    |
| 5    | Evgenij Popov Dmitrij Stëpuškin    | Russia-2      | 1:51.87 | +0.73    |
| 7    | Arend Glas Sybren Jansma           | Paesi Bassi-1 | 1:52.00 | +0.86    |
| 8    | Wolfgang Stampfer Jürgen Mayer     | Austria-1     | 1:52.09 | +0.95    |
| 9    | Rüegg Christian Aebli              | Svizzera-3    | 1:52.34 | +1.20    |
| 10   | Patrice Servelle Sébastien Gattuso | Monaco-1      | 1:52.37 | +1.23    |

### Bob a quattro
La gara si è svolta il 5 dicembre 2004 nell'arco di due manches ed hanno preso parte alla competizione 27 compagini in rappresentanza di 14 differenti nazioni.
| Pos. | Atleti                                                                      | Nazione    | Tempo   | Distacco |
| ---- | --------------------------------------------------------------------------- | ---------- | ------- | -------- |
|      | Aleksandr Zubkov Aleksej Selivërstov Sergej Golubev Dmitrij Stëpuškin       | Russia-1   | 1:49.41 |          |
|      | André Lange René Hoppe Thomas Pöge Martin Putze                             | Germania-1 | 1:49.52 | +0.11    |
|      | Matthias Höpfner Marc Kühne Andreas Barucha Stefan Barucha                  | Germania-2 | 1:49.54 | +0.13    |
| 4    | Wolfgang Stampfer Klaus Seelos Andreas Pröller Jürgen Mayer                 | Austria-1  | 1:49.62 | +0.21    |
| 5    | René Spies Mirko Pätzold Daniel Gärtner Jens Nohka                          | Germania-3 | 1:49.81 | +0.40    |
| 6    | Martin Annen Andi Gees Beat Hefti Cédric Grand                              | Svizzera-1 | 1:49.84 | +0.43    |
| 7    | Bruno Mingeon Alexandre Vanhoutte Christophe Fouquet Alexandre Arbez        | Francia-1  | 1:50.11 | +0.70    |
| 8    | Jānis Miņins Juris Latiss Ainārs Podnieks Jānis Ozols                       | Lettonia-1 | 1:50.12 | +0.71    |
| 9    | Evgenij Popov Pëtr Makarčuk Aleksandr Ščerbakov Aleksej Andrjunin           | Russia-2   | 1:50.16 | +0.75    |
| 10   | Simone Bertazzo Andrea Pais De Libera Cristian La Grassa Giorgio Morbidelli | Italia-2   | 1:50.56 | +1.15    |

### Bob a due donne
La gara si è svolta il 3 dicembre 2004 nell'arco di due manches ed hanno preso parte alla competizione 15 compagini in rappresentanza di 9 differenti nazioni.
| Pos. | Atlete                               | Nazione       | Tempo   | Distacco |
| ---- | ------------------------------------ | ------------- | ------- | -------- |
|      | Cathleen Martini Janine Tischer      | Germania-3    | 1:56.38 |          |
|      | Sandra Prokoff Anja Schneiderheinze  | Germania-1    | 1:57.02 | +0.64    |
|      | Ilse Broeders Jeannette Pennings     | Paesi Bassi-2 | 1:57.60 | +1.22    |
| 4    | Eline Jurg Urta Rozenstruik          | Paesi Bassi-1 | 1:57.67 | +1.29    |
| 5    | Gerda Weissensteiner Jennifer Isacco | Italia-1      | 1:58.16 | +1.78    |
| 6    | Claudia Schramm Nicole Herschmann    | Germania-4    | 1:58.17 | +1.79    |
| 7    | Françoise Burdet Martina Feusi       | Svizzera-1    | 1:58.34 | +1.96    |
| 8    | Ol'ga Nekrasova Ljudmila Udobkina    | Russia-2      | 1:58.99 | +2.61    |
| 9    | Viktorija Tokovaja Nadežda Orlova    | Russia-1      | 1:59.46 | +3.08    |
| 10   | Nicola Minichiello Jackie Davies     | Regno Unito-1 | 1:59.61 | +3.23    |

## Medagliere
| Pos.   | Paese       | Oro | Argento | Bronzo | Totale |
| ------ | ----------- | --- | ------- | ------ | ------ |
| 1      | Germania    | 2   | 3       | 1      | 6      |
| 2      | Russia      | 1   | 0       | 0      | 1      |
| 3      | Paesi Bassi | 0   | 0       | 1      | 1      |
| 3      | Svizzera    | 0   | 0       | 1      | 1      |
| Totale | Totale      | 3   | 3       | 3      | 9      |